# Copelatus tinctor
Copelatus tinctor är en skalbaggsart som beskrevs av Guignot 1954. Copelatus tinctor ingår i släktet Copelatus och familjen dykare. Inga underarter finns listade i Catalogue of Life.